# Jure Radić (franjevac)
Dr. fra Jure Radić (Baška Voda, 28. studenog 1920. – Split, 25. srpnja 1990.), hrvatski biolog, katolički svećenik, franjevac, malakolog.

## Životopis
Rođen je u Baškoj Vodi 28. studenog 1920. godine, zaređen je za svećenika 1943. u Makarskoj. Na Katoličko-bogoslovnom fakultetu u Zagrebu branio je disertaciju o liturgijskoj obnovi u Hrvatskoj. Bio je kratko župnikom u nekoliko župa, a najveći dio života proveo je kao odgajatelj na Visovcu, u Makarskoj te u Zagrebu, i profesor sjemeništaraca i bogoslova. Bio je gvardijan i rektor Franjevačke visoke Bogoslovije u Makarskoj. Osnovao je i vodio Malakološki muzej i Institut Planina i mora u Makarskoj. Uređivao je i brojne časopise (Služba Božja i dr.). Preminuo je iznenada u Splitu. Pokopan je u Makarskoj, a sprovodne obrede uz koncelebraciju dvojice biskupa i 150 svećenika vodio je msgr. Ante Jurić. Najzaslužniji je za osnivanje Parka prirode Biokovo. Svjetski je priznati stručnjak iz područja malakologije, botanike i ekologije. Utemeljitelj je Biokovskog botaničkog vrta Kotišina u Makarskoj. Pokretač je znanstvenih skupova i znanstvenog zbornika "Acta Biokovica" o prirodi Biokova. Surađivao je u mnogim prirodoslovnim znanstvenim časopisima i edicijama gdje je dao znatan broj znanstvenih radova.